# Прокарија (Торино)
Прокарија је насеље у Италији у округу Торино, региону Пијемонт.
Према процени из 2011. у насељу је живело 142 становника. Насеље се налази на надморској висини од 662 м.